# 国诞生

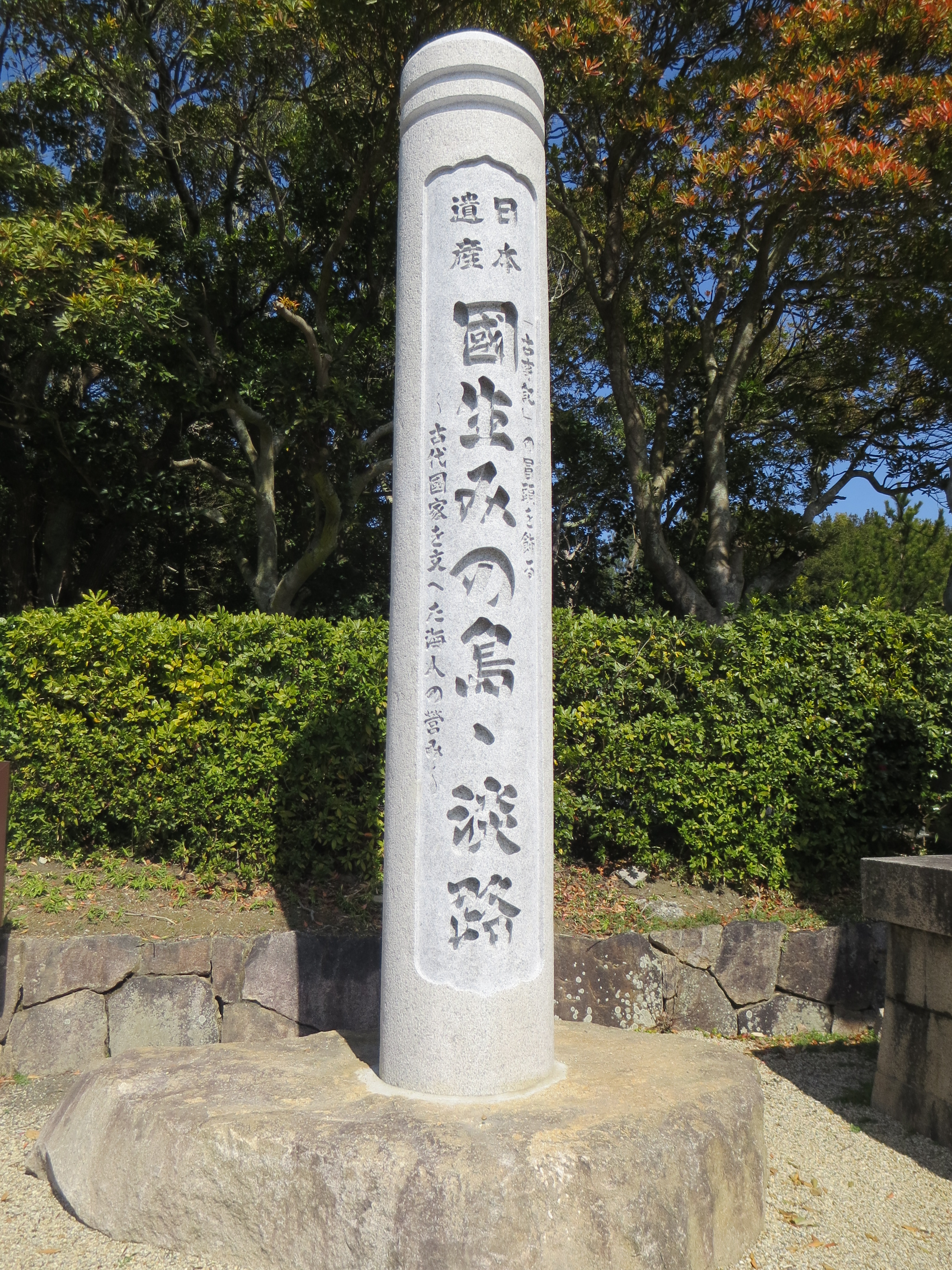
位於伊弉諾神宮境內的國誕生碑

国诞生是关于日本国土被创造的一段神话，大致讲述了伊奘诺尊和伊奘冉尊结为夫妇，並且产生了日本列岛的事。

## 梗概

### 日本书纪
原文中记述到：“伊奘诺尊、伊奘冉尊立在天浮桥（あまのうきはし）上，一起考虑‘底下岂无国欤？’。于是就伸下天之琼矛，并刺中了大海。在矛尖流滴的潮水聚集成了一座岛，名为磤驭虑岛。于是二神便降临到这座岛上，以磤驭虑岛为柱，绕其一圈，对唱几句，后阴阳始媾合为夫妇。
1. 先生 淡路洲[c]。
2. 又生 大日本丰秋津洲（おほやまととよあきづしま）[d]
3. 再生 伊豫二名洲（いよのふたなのしま）
4. 再生 筑紫洲（つくしのしま）
5. 再双生 亿岐洲（おきのしま）、佐度洲（さどのしま）
6. 再生 越洲（こしのしま）
7. 再生 大洲（おほしま）
8. 再生 吉备子洲（きびのこしま）

这便是大八洲国。
对马岛、壹岐岛等众多小岛，皆是潮沫堆积而成。
第一种说法中记述到：“伊奘诺尊、伊奘冉尊前往丰苇原千五百秋瑞穗之地（とよあしはらのちいほあきのみづほのくに），站在天上浮桥上，投出天琼戈，结成磤驭虑岛。降落此岛，建成八寻之殿（やひろのとの），树立天柱。对唱几句，阴左阳右，绕柱一圈，阴阳相合。”
1. 先生 蛭儿，用苇舟载着他顺流而走。
2. 又生 淡洲[g]（あはのしま），也不把他算入其孩子的数量中。

占问天神后，才知应阳左阴右，绕柱一圈。
1. 先生 大日本丰秋津洲
2. 又生 淡路洲
3. 再生 伊豫二名洲
4. 再生 筑紫洲
5. 再生 亿岐三子洲（おきのみつごのしま）
6. 再生 佐度洲
7. 再生 越洲
8. 再生 吉备子洲

这便是大八洲国。
第二种说法中记述到：“伊奘诺尊、伊奘冉尊在天雾（あまのさぎり）中说：‘我想让这里拥有国土。’便把天琼矛垂下去，就得到了磤驭虑岛。然后拔起天琼矛，大喜道：‘好啊，有国土了。’”
第三种说法中记述到：“伊奘诺、伊奘冉二神坐在高天原上，谈道：‘不应该有国土吗？’便用天琼矛画出磤驭虑岛。
第四种说法中记述到：“伊奘诺、伊奘冉二神互相说道：‘有一个像浮膏的东西，其中有国土吗？’便用天琼矛探出一岛，叫做磤驭虑岛。”
第五种说法中记述到：“初阴神先唱，但为其不详，故改阳神先唱。后见鹡鸰摇其收尾，学之，遂交道。”
第六种说法中记述到：“二神合为夫妇。”
- 先以 淡路洲、淡洲为胞。

1. 先生 大日本丰秋津洲
2. 又生 伊豫洲
3. 再生 筑紫洲
4. 再双生 亿岐洲、佐度洲
5. 再生 越洲
6. 再生 大洲
7. 再生 子洲

第七种说法中记述到：
1. 先生 淡路州
2. 又生 大日本丰秋津洲
3. 再生 伊豫二名洲
4. 再生 亿岐洲
5. 再生 佐度洲
6. 再生 筑紫洲
7. 再生 壹岐洲
8. 再生 对马洲

第八种说法中记述到：
- 先以 磤驭虑岛为胞

1. 先生 淡路州
2. 又生 大日本丰秋津洲
3. 再生 伊豫二名洲
4. 再生 筑紫洲
5. 再生 吉备子洲
6. 再双生 亿岐洲、佐度洲
7. 再生 越洲

第九种说法中记述到：
- 先以 淡路州为胞

1. 先生 大日本丰秋津洲
2. 又生 淡洲
3. 再生 伊豫二名洲
4. 再生 亿岐三子洲
5. 再生 佐度洲
6. 再生 筑紫洲
7. 再生 吉备子洲
8. 再生 大洲

第十种说法中记述到：“阴神先唱，遂握住阳神的手，结为夫妇。”
1. 先生 淡路洲
2. 又生 蛭儿

### 《古事记》
天神赐予伊邪那岐命、伊邪那美命二神天沼矛，二神站在天浮桥上，用天沼矛搅拌海水，潮水从矛尖滴落后，凝聚成岛，称为淤能碁吕岛。二神降落在这座岛上，竖起天之御柱，建造八寻殿，且对问：
伊邪那岐
汝身者如何成也？
伊邪那美
妾身层层铸成，然未成处有一处在。
伊邪那岐
吾身亦层层铸也，尚有凸余处一，故以此吾身之余处，刺塞汝身之未成处，为完美态而生国土，奈何？
两神绕柱一圈，伊邪那美先开口邀请，后结婚产子，先生水蛭子，但被放入苇船而流去；后生淡岛，亦不计入子之例。
二神请示天神，便再绕柱一圈，伊邪那岐先开口邀请，后再产子。
1. 淡道之穗之狭别岛（あはぢのほのさわけのしま）：淡路岛
2. 伊豫之二名岛（いよのふたなのしま）：四国岛
  - 这座岛一身有四面，面面有名。
    - 爱媛（えひめ）：伊予国
    - 饭依彦（いひよりひこ）：赞岐国
    - 大宜都姬：阿波国
    - 建依别（たけよりわけ）：土佐国
3. 隐伎之三子岛（おきのみつごのしま）：隐岐岛
  - 别名 天之忍许吕别（あめのおしころわけ）
4. 筑紫岛（つくしのしま）：九州岛
  - 这座岛一身有四面，面面有名。
    - 白日别（しらひわけ）：筑紫国
    - 丰日别：丰国
    - 建日向日丰久士比泥别（たけひむかひとよじひねわけ）：肥国
    - 建日别（たけひわけ）：熊曾国
5. 伊岐岛（いきのしま）：壹岐岛
  - 别名 天比登都柱（あめひとつばしら）
6. 津岛（つしま）：对马岛
  - 别名 天之狭手依姬（あめのさでよりひめ）
7. 佐度岛（さどのしま）：佐渡岛
8. 大倭丰秋津岛（おほやまととよあきつしま）：本州岛
  - 别名 天御虚空丰秋津根别（あまつみそらとよあきつねわけ）

以上八岛最先出生，称为“大八岛国”。二神在还坐的时候又有生子。
1. 吉备儿岛（きびのこじま）：儿岛半岛（日语：児島半島）
  - 别名 建日方别（たけひかたわけ）
2. 小豆岛（あづきじま）：小豆岛
  - 别名 大野手姬（おほのでひめ）
3. 大岛（おほしま）：周防大岛
  - 别名 大多麻流別（おほたまるわけ）
4. 女岛（ひめじま）：姬岛（日语：姫島 (大分県)）
  - 别名 天一根（あめひとつね）
5. 知诃岛（ちかのしま）：五岛列岛
  - 别名 天之忍男（あめのおしを）
6. 两儿岛（ふたごのしま）：男女群岛
  - 别名 天两屋（あめふたや）

## 比较表
| 古事记           | 日本书纪       | 日本书纪       | 日本书纪       | 日本书纪       | 日本书纪       | 日本书纪       |
| 古事记           | 本文           | 一书第1        | 一书第2        | 一书第3        | 一书第4        | 一书第5        |
| ---------------- | -------------- | -------------- | -------------- | -------------- | -------------- | -------------- |
| 淡道之穂之狭別島 | 淡路洲         | 大日本豐秋津洲 | 淡路洲・淡洲   | 淡路洲         | 淡路洲         | 淡路洲         |
| 伊豫之二名島     | 大日本豐秋津洲 | 淡路洲         | 大日本豐秋津洲 | 大日本豐秋津洲 | 大日本豐秋津洲 | 大日本豐秋津洲 |
| 隱伎之三子島     | 伊豫二名洲     | 伊豫二名洲     | 伊豫洲         | 伊豫二名洲     | 伊豫二名洲     | 淡洲           |
| 筑紫島           | 筑紫洲         | 筑紫洲         | 筑紫洲         | 億岐洲         | 筑紫洲         | 伊豫二名洲     |
| 伊岐島           | 億岐洲・佐度洲 | 億岐三子洲     | 億岐洲・佐度洲 | 佐度洲         | 吉備子洲       | 億岐三子洲     |
| 津島             | 越洲           | 佐度洲         | 越洲           | 筑紫洲         | 億岐洲・佐度洲 | 佐度洲         |
| 佐度島           | 大洲           | 越洲           | 大洲           | 壹岐洲         | 越洲           | 筑紫洲         |
| 大倭豐秋津島     | 吉備子洲       | 吉備子洲       | 子洲           | 對馬洲         |                | 吉備子洲       |
| 吉備兒島         |                |                |                |                |                | 大洲           |
| 小豆島           |                |                |                |                |                |                |
| 大島             |                |                |                |                |                |                |
| 女島             |                |                |                |                |                |                |
| 知訶島           |                |                |                |                |                |                |
| 兩兒島           |                |                |                |                |                |                |

## 注记
1. ↑  琼，即为玉，原文记载为努（ぬ）。
2. ↑  柱，原文记载为美簸旨逻（みはしら）。
3. ↑  淡路，意为吾恥（あはぢ）。
4. ↑  日本，原文记载为耶麻腾（やまと），下同。
5. ↑  亦有水沫（みなわ）堆积而成的说法。
6. ↑  瑞，原文记载为弥图（みづ）。
7. ↑  淡，是忌蔑的意思。